# AGO C.IV
O AGO C.IV foi um avião de reconhecimento biplano, monomotor alemão de dois lugares em configuração de tração, utilizado a partir de 1916.

## Projeto
Esse modelo representou uma mudança significativa nos projetos da AGO até então, abandonando a configuração de impulsão e passando a adotar uma configuração de tração convencional, com o motor e a hélice à frente "puxando" o avião. O layout, era o de um biplano convencional com as asas afilando gradualmente no comprimento.
Grandes encomendas foram feitas para a AGO e outros fabricantes construindo sob licença, mas menos que cem foram realmente entregues. Apesar de rápido e bem armado, o C.IV demonstrou ser instável em voo e era em geral reprovado por suas tripulações. As primeiras versões de produção tinham um leme em forma de vírgula com ailerons descasados, enquanto as versões finais do avião, tinham um leme curvo com ailerons duplos na mesma estrutura reforçada.

## Usuários
- Estônia[2]
- Império Alemão

## Especificação
Estas são as características do AGO C.IV
- Características gerais:
  - Tripulação: dois
  - Comprimento: 8,25 m
  - Envergadura: 11,9 m
  - Altura: 3,5 m
  - Área da asa: 37,5 m²
  - Peso vazio: 900 kg
  - Peso máximo na decolagem: 1.350 kg
  - Motor: 1 x Benz Bz.IV, um 6 cilindros em linha, refrigerado à água, de 220 hp.

- Performance:
  - Velocidade máxima: 190 km/h
  - Autonomia: 4 horas
  - Teto de Serviço: 5.500 m
  - Tempo de subida: 3.000 m em 22 minutos

- Armamento:
  - Armas:
    - 1 x metralhadora LMG 08/15 "Spandau" voltada para a frente acionada pelo piloto de 7,92 mm
    - 1 x metralhadora Parabellum MG 14 montada em suporte circular para o observador de 7,92 mm